# مانسترکت
مانستِرکَت (انگلیسی: Monstercat؛ که قبلاً با نام مانسترکت میدیا (انگلیسی: Monstercat Media) شناخته می‌شد) یک شرکت مستقل نشر موسیقی الکترونیک کانادایی است که در ونکوور، بریتیش کلمبیا واقع شده‌است.
این شرکا که در سال ۲۰۱۱ توسط مایک دارلینگتون و آری پاونونن تأسیس شد، با انتشار اولین آلبوم گردآوری‌شدهٔ خود با نام مانسترکت ۰۰۱ – هفته راه‌اندازی شروع به انتشار منظم آلبوم‌های گردآوری‌شده‌ای متشکل از آثار موسیقایی هنرمندان مختلف کرد. تا زمان انتشار مانسترکت ۰۳۰ – فینال در سال ۲۰۱۷، به هر مجموعه یک نام داده می‌شد و ماجرای نشان مذکور بر روی جلد آلبوم به تصویر کشیده می‌شد. پس از آن نام این شرکت تغییر یافت و مجموعهٔ جدیدی از آلبوم‌ها با عنوان مانسترکت آنکیجد منتشر شد. در سال ۲۰۱۸، مانسترکت یک برند جدید با عنوان «اینستینکت» را معرفی کرد. مانسترکت در سال ۲۰۲۱ شرکت نشر موسیقی الکترونیک سیلک میوزیک را خریداری کرد تا سومین برند خود را با عنوان «مانسترکت سیلک» تشکیل دهد. انتشار آلبوم‌های گردآوری‌شدهٔ این شرکت همزمان با انتشار مجموعهٔ مانسترکت آنکیجد ولوم. ۱۱ پایان یافت.
مانسترکت هنرمندان برجستهٔ بسیاری از جمله پگبورد نردز، وایس‌تون و سون لاینز را به عرصهٔ موسیقی الکترونیک معرفی کرده‌است. این شرکت همچنین آلبوم‌های موسیقی متن بازی‌های ویدئویی مختلف از جمله فورتنایت، راکت لیگ و بیت سیبر را منتشر کرده‌است.
این ناشر بیشتر به‌خاطر انتشار ترانهٔ «تنها» از مارشملو، دی‌جی آمریکایی در سال ۲۰۱۶ شناخته می‌شود که به ترتیب در سال‌های ۲۰۱۷ و ۲۰۱۸ در ایالات متحده و کانادا به گواهینامهٔ پلاتین دست یافت. انتشار «ریو خرچنگی» از نویزستورم، تهیه‌کنندهٔ موسیقی ایرلندی، در روز دروغ اول آوریل، تا ماه‌ها پس از انتشار به یک میم اینترنتی تبدیل شد.

## تاریخچه

### بنیان‌گذاری (۲۰۱۱–۲۰۱۲)
مانسترکت میدیا در ۱ ژوئیهٔ ۲۰۱۱ توسط مایک دارلینگتون (زادهٔ ۱۹۸۹) و آری پاونونن (زادهٔ ۱۹۸۹/۹۰)، دو دانشجوی اهل واترلو، انتاریو تأسیس شد. کانال یوتیوب این ناشر، که به‌عنوان رسانه‌ای برای تبلیغ دوستان و موسیقی آنها عمل می‌کرد، در همان روز ایجاد شد، و در ماه اکتبر برنامهٔ بارگذاری سه هفته یک‌بار خود را آغاز کرد. این دو دانشجوی جوان بعداً مسئول ایجاد آلبوم‌های گردآوری‌شدهٔ شاخص این ناشر شدند.
این تیم در سال ۲۰۱۲ پس از اتمام تحصیل دارلینگتون و پاونونن، به دفاتر فعلی خود در ونکوور نقل مکان کرد.

### ساخت ناشر، نخستین تور، و مارشملو (۲۰۱۳–۲۰۱۶)
در ژوئیهٔ ۲۰۱۴، مانسترکت رکورد یک میلیون فروش در سراسر این ناشر را شکست.هنگامی که از دارلینگتون در مورد مدل این ناشر سؤال شد، گفت:
مردم دیگر نیازی به ناشران موسیقی ضبط‌شده ندارند. هنرمندان می‌توانند هر کاری را به‌تنهایی انجام دهند؛ بنابراین یا باید این کار را برای آن‌ها بهتر انجام می‌دادیم یا یک پلتفرم و ابزار بازاریابی را که خودشان نمی‌توانند پیدا کنند به آن‌ها ارائه می‌کردیم. اینجاست که مفهوم اجتماع برای مانسترکت مطرح شد. ما برندی ایجاد کردیم که طرفداران می‌توانند از آن برای کشف موسیقی استفاده کنند و [آن] هنرمندان می‌توانند به‌عنوان پلتفرمی برای پخش موسیقی خود از آن استفاده کنند.
در اوت ۲۰۱۴، مانسترکت بیانیه‌ای منتشر کرد که خواستار اصلاح قانون کپی رایت شده بود. در این بیانیه، آن‌ها تمایل خود را برای دادن آزادی بیشتر به نوازندگان در نمونه‌برداری از ضبط‌های سایر نوازندگان اعلام کردند.
مانسترکت در دسامبر ۲۰۱۴ مانسترکت اف‌ام را به عنوان بخشی از آغاز به کار سرویس پخش زندهٔ توییچ در زمینهٔ پخش موسیقی راه‌اندازی کرد. مانسترکت اف‌ام یک جریان پخش جاری ۲۴/۷ مشابه ایستگاه‌های رادیویی از توییچ است که بسیاری از آثار منتشرشده از طریق مانسترکت در طول تاریخ خود به‌عنوان یک ناشر را شامل می‌شود. رویداد رونمایی از این سرویس شامل یک ست دی‌جی بود که توسط استوین واکینگ اجرا شد. مانسترکت اف‌ام در نهایت به یوتیوب و وبگاه پخش زندهٔ میکسر متعلق به مایکروسافت نیز اضافه شد.
از سال ۲۰۱۵، مانسترکت در چندین جشنواره موسیقی شرکت کرده‌است. یکی از این جشنواره‌ها، رویداد رقص آمستردام بود. بیلبورد نمایش سال ۲۰۱۵ این ناشر را به‌عنوان «یک گردش سه‌ساعته با میکسر» توصیف کرده‌است.
در مهٔ ۲۰۱۶، مانسترکت تک‌آهنگ «تنها» از مارشملو، تهیه‌کنندهٔ موسیقی آمریکایی را منتشر کرد. موزیک ویدئوی این تک‌آهنگ در مجموع بیش از ۲ میلیارد بار در سرتاسر یوتیوب مشاهده شده‌است که شامل ۱۶۱ میلیون بازدید در کانال یوتیوب مانسترکت تا تاریخ دسامبر ۲۰۱۹ نیز می‌شود. این بازدیدها باعث شدند تا مارشملو در سال پس از انتشار ویدئو ۲۱ میلیون دلار درآمد داشته باشد.

### همکاری‌ها، جوایز و تکامل (۲۰۱۷–۲۰۲۰)
در ژوئن ۲۰۱۷، مانسترکت با انتشار راکت لیگ x مانسترکت ولوم. ۱، یک آلبوم ۱۸ قطعه‌ای از هنرمندانی که قبلاً با مانسترکت کار کرده بودند، از جمله اسلوشی، آئرو کورد و وایس‌تون، با سایونیکس برای تبلیغ دومین سالگرد انتشار بازی ویدئویی راکت لیگ همکاری کرد. این آلبوم در تاریخ ۵ ژوئیهٔ ۲۰۱۷ منتشر شد. مانسترکت در همان ماه از کانال تلویزیونی خود با نام مانسترکت تی‌وی در پلتفرم تلویزیونی پلوتو تی‌وی نیز رونمایی کرد.
در ژوئیهٔ ۲۰۱۷، مانسترکت پس از رقابت با ناشران دیگری همچون دیسکوومن، تاسکجی میوزیک، پرسپکتیو دیجیتال و هانی ساندسیستم، برندهٔ جایزهٔ بهترین ناشر رو به رشد از مجله دی‌جی شد. مانسترکت از سال ۲۰۱۷ میزبان یک مهمانی سالانه در نزدیکی دفتر مرکزی خود بوده‌است که «مانسترکت کامپاند» نام دارد.
در نوامبر ۲۰۱۷، مانسترکت برای ترانهٔ ۲۰۱۶ تنها اثر مارشملو نخستین قطعهٔ دارای گواهی پلاتین این ناشر را دریافت کرد. مایک دارلینگتون در ایمیلی به بیلبورد از این همکاری قدردانی کرد و موفقیت مارشلو را مورد تحسین قرار داد.
در دسامبر ۲۰۱۷، مانسترکت توسط بیلبورد به‌عنوان یکی از پنج ناشر رقص مستقل سال ۲۰۱۷ انتخاب شد.
در هفته آغازشده در ۱ ژانویهٔ ۲۰۱۸، مانسترکت با استناد به تنوع مجموعهٔ موسیقی خود، از تقسیم برند خود به دو موضوع مجزا با نام‌های «آنکیجد» و «اینستینکت» خبر داد. این کار همزمان با ایجاد یک کانال جداگانه به نام مانسترکت: اینستینکت انجام شد. برند اینستینکت شامل موسیقی‌هایی است که تمرکز قابل توجهی بر جنبه‌های ملودیک دارند، از جمله ژانرهایی مانند هاوس و فیوچر بیس. این تغییر شامل بازنشستگی برنامهٔ پخش سه هفته یک‌بار مانسترکت به نفع برنامهٔ پخش چهار بار در هفته و یک قسمت پادکست در میان آن‌ها بود.
این ناشر در ۹ اوت همان سال یک تک‌آهنگ مشترک را با همکاری سومرین رکوردز منتشر کرد. این تک‌آهنگ که «جلوی من زانو بزن» نام داشت، توسط اسلندر و کرنک‌دت تولید شده بود و اسکینگ الکزندریا نیز در آن حضور داشت، در صنعت موسیقی الکترونیک و راک مورد ستایش قرار گرفت.

در سپتامبر ۲۰۱۸، دو هفته پیش از انتشار مجموعهٔ راکت لیگ x مانسترکت ولوم. ۵، گاوین جانسون، رئیس بخش بازی ویدئویی مانسترکت، دربارهٔ همکاری بین این ناشر و سایونیکس گفت:
من با جاش واتسون (مدیر عملیات ورزش‌های الکترونیک سایونیکس) در یکی از رویدادهای مختص بازی مانسترکت در ئی۳ ۲۰۱۶ ملاقات کردم. مدت کوتاهی پس از آن، جاش من را به مایک ولت، کارگردان صوتی آنها معرفی کرد، زیرا او تصوری در خصوص دیدگاه خود به موسیقی در راکت لیگ در ذهن داشت که منعکس‌کنندهٔ خط مشی ما در مانسترکت بود. در طول اولین تماس ما، واضح بود که ما تمایل مشابهی برای ساختن پلتفرم‌های جدید برای حضور و رشد هنرمندان در نمایشگاه داریم. مقدمهٔ راکت لیگ x مانسترکت ولوم. ۱ بلافاصله پس از آن تدارک دیده شد.
در نوامبر ۲۰۱۸، تک‌آهنگ روز دروغ اول آوریل نویزستورم با نام «ریو خرچنگی»، وارد جدول موسیقی ترانه‌های رقص/الکترونیک بیلبورد شد. این هنرمند موسیقی ایرلندی در متنی که برای این مجله نوشت، ورود خود به این جدول را ستود و تأیید خود را از وضعیت آن به‌عنوان یک میم اینترنتی ابراز کرد.

#### سایر همکاری‌ها
در سال ۲۰۱۹، مانسترکت همکاری خود با سوئدسکو، توسعه‌دهندهٔ بازی‌های ویدیویی هلندی، برای ساخت موسیقی متن بازی ویدئویی آن شرکت با نام زنون ریسر را آغاز کرد. این بازی در تاریخ ۲۶ مارس همان سال منتشر شد.
در ۱۴ مارس ۲۰۱۹، استودیوی مستقل بیت گیمز مستقر در جمهوری چک، نخستین بستهٔ پولی ترانهٔ خود را به‌عنوان محتوای قابل دانلود (DLC) برای بازی ریتم واقعیت مجازی بیت سیبر برای مایکروسافت ویندوز و پلی‌استیشن ۴ منتشر کرد. این بستهٔ ترانه با مشارکت مانسترکت تحت عنوان مانسترکت میوزیک پک ولوم. ۱ منتشر شد و مجموعه‌ای بود از ۱۰ ترانهٔ منتشر شده توسط مانسترکت، از جمله ترانه‌هایی ازآئرو کورد، پگبورد نردز، مازی، استون‌بنک و کایزو. این بستهٔ ترانه با قیمت ۱۲٫۹۹ دلار (یا ۱٫۹۹ دلار برای هر ترانه) منتشر شد و مانسترکت به مشترکان جدید یک ماه اشتراک طلایی رایگان خود را هدیه داد. یک بسته موسیقی متقاطع با راکت لیگ نیز در نوامبر ۲۰۱۹ منتشر شد.
در ژوئیهٔ ۲۰۱۹، همزمان با هشتمین سالگرد تأسیس این ناشر، مانسترکت اعلام کرد که با لیندن لبز همکاری می‌کند تا تجربهٔ موسیقی زنده را در بازی واقعیت مجازی لیندن لبز با نام سنسار، به ارمغان بیاورد. این همکاری، با نام مانسترکت: تجربه نوای وحش، در ۱۲ ژوئیه آغاز شد و میزبان یک جایگزین واقعیت مجازی زنده برای نمایش هفتگی رادیویی نوای وحش مانسترکت است.

### اکتساب سیلک میوزیک (۲۰۲۱–اکنون)
مانسترکت در ۹ فوریهٔ ۲۰۲۱ اعلام کرد که شرکت سیلک میوزیک، ناشر موسیقی پراگرسیو هاوس را خریداری کرده‌است تا برند سومی را تحت عنوان مانسترکت با عنوان «مانسترکت سیلک» تشکیل دهد. این برند برای تمرکز بر جنبهٔ پیشروی موسیقی الکترونیک ارتقاء یافت و در میان ژانرهای مشابه، به کار بر روی سبک خاص خود یعنی پراگرسیو هاوس و ترنس ادامه داد. در این معامله، جیکوب هنری، مدیر سیلک میوزیک، موقعیت خود به‌عنوان مدیر این برند را حفظ کرد. کانال یوتیوب و حساب‌های سیلک میوزیک در شبکه‌های اجتماعیی در کنار این اعلامیه به «مانسترکت سیلک» تغییر نام دادند (ضمن حفظ پخش جاری ۲۴ ساعته و هفت روز هفته در یوتیوب سیلک و نمایش رادیوی سیلک میوزیک شوکیس)، در حالی که مانسترکت نیز نیز اعلام کرد که با این خرید، آنها به سمت انتشار ۲ قطعه در هفته از سوی هر برند و در مجموع انتشار ۶ قطعه در هفته حرکت خواهند کرد.
در ۱۷ سپتامبر ۲۰۲۱، مانسترکت و وستوود ریکوردینگز یک آلبوم گردآوری‌شدهٔ مشترک هشت قطعه‌ای با عنوان کامپاند ۲۰۲۱ را منتشر کردند که هنرمندانی مانند فانک هانترز، کوتک و دیفانک در آن حضور داشتند. انتشار این آلبوم همچنین مصادف بود با چهارمین سال برگزاری جشن مانسترکت کامپاند پس از یک وقفه در سال ۲۰۲۰ که یک روز پس از انتشار آلبوم برگزار شد.
در ۲۳ اوت ۲۰۲۳، مانسترکت آلبوم میدان جنگ گوریلا را که نخستین آلبوم بسکتبالیست شکیل اونیل با نام هنری دیزل بود را منتشر کرد.
در ۱ اوت ۲۰۲۳ در اولین همکاری مانسترکت با آلن واکر دی جی معروف نروژی موزیک Wake Up منتشر شد

## افراد مهم
- مایک دارلینگتون – یکی از بنیان‌گذاران، مدیر اجرایی[۷][۴۱]
- آری پاونونن – یکی از بنیان‌گذاران، مدیر عملیات[۹][۴۲]
- جاناتان وینتر – مدیر A&R[۲۶][۴۲]
- چلسی شیر – سرپرست A&R[۴۳]
- کانر سیستورم – مدیر تبلیغات[۲۶]
- گاوین جانسون – رئیس بخش بازی[۲۶]
- بن براون بنتلی – رئیس رویدادها[۴۴]
- دانیل تورکوت – مدیر تجاری[۴۵]
- جیکوب هنری – مدیر و بنیان‌گذار مانسترکت سیلک[۳۵]

## هنرمندان
مانسترکت قراردادهای خود با هنرمندان را به‌صورت تک‌آهنگی امضاء می‌کند،</ref> که به آن‌ها اجازه می‌دهد بدون قرارداد انحصاری بین ناشران و برندها جابجا شوند.
مانسترکت تاکنون از هنرمندان برجسته‌ای نظیر آلن واکر،  کرولا، گرت امری، نایف پارتی، مودستپ، سون لاینز و اینفکتد ماشروم حمایت کرده‌است.

## جوایز و افتخارات
| سال  | سازمان                 | دریافت‌کننده(ها) | دسته‌بندی                     | نتیجه    |
| ---- | ---------------------- | --------------- | ---------------------------- | -------- |
| ۲۰۱۷ | مجله دی‌جی              | مانسترکت        | بهترین ناشر رو به رشد        | برنده    |
| ۲۰۱۷ | ئی‌دی‌ام سس              | مانسترکت        | بهترین ناشر موسیقی           | برنده    |
| ۲۰۱۷ | دنسینگ استرونات        | مانسترکت        | ناشر سال                     | برنده    |
| ۲۰۱۷ | بیلبورد                | مانسترکت        | بهترین ناشر مستقل رقص        | مشمول    |
| ۲۰۱۷ | ئی‌دی‌ام سس              | نوای وحش        | بهترین برنامهٔ رادیویی        | ۲        |
| ۲۰۱۸ | بیلبورد                | مانسترکت        | بهترین ناشر مستقل رقص        | مشمول    |
| ۲۰۱۹ | جوایز جهانی موسیقی رقص | مانسترکت        | بهترین ناشر                  | برنده    |
| ۲۰۱۹ | جوایز جهانی موسیقی رقص | مانسترکت        | بهترین کانال یوتیوب          | نامزدشده |
| ۲۰۱۹ | جوایز جهانی موسیقی رقص | نوای وحش        | بهترین پادکست/برنامهٔ رادیویی | نامزدشده |